# Karl Ludwig von Pöllnitz
Karl Ludwig Wilhelm Freiherr von Pöllnitz, auch Charles Louis Baron de Pöllnitz, kurz auch Carl Ludwig Wilhelm von Poellnitz (* 25. Februar 1692 in Issum, bei Geldern; † 23. Juni 1775 in Berlin), war ein preußischer Abenteurer, Schriftsteller und vor allem – seit 1740 fast ausschließlich – Höfling bei Friedrich II. von Preußen.

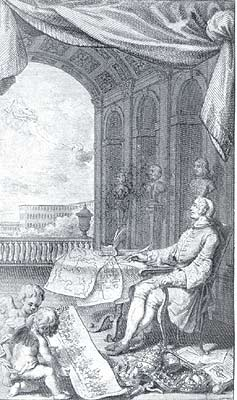
Pöllnitz

## Herkunft

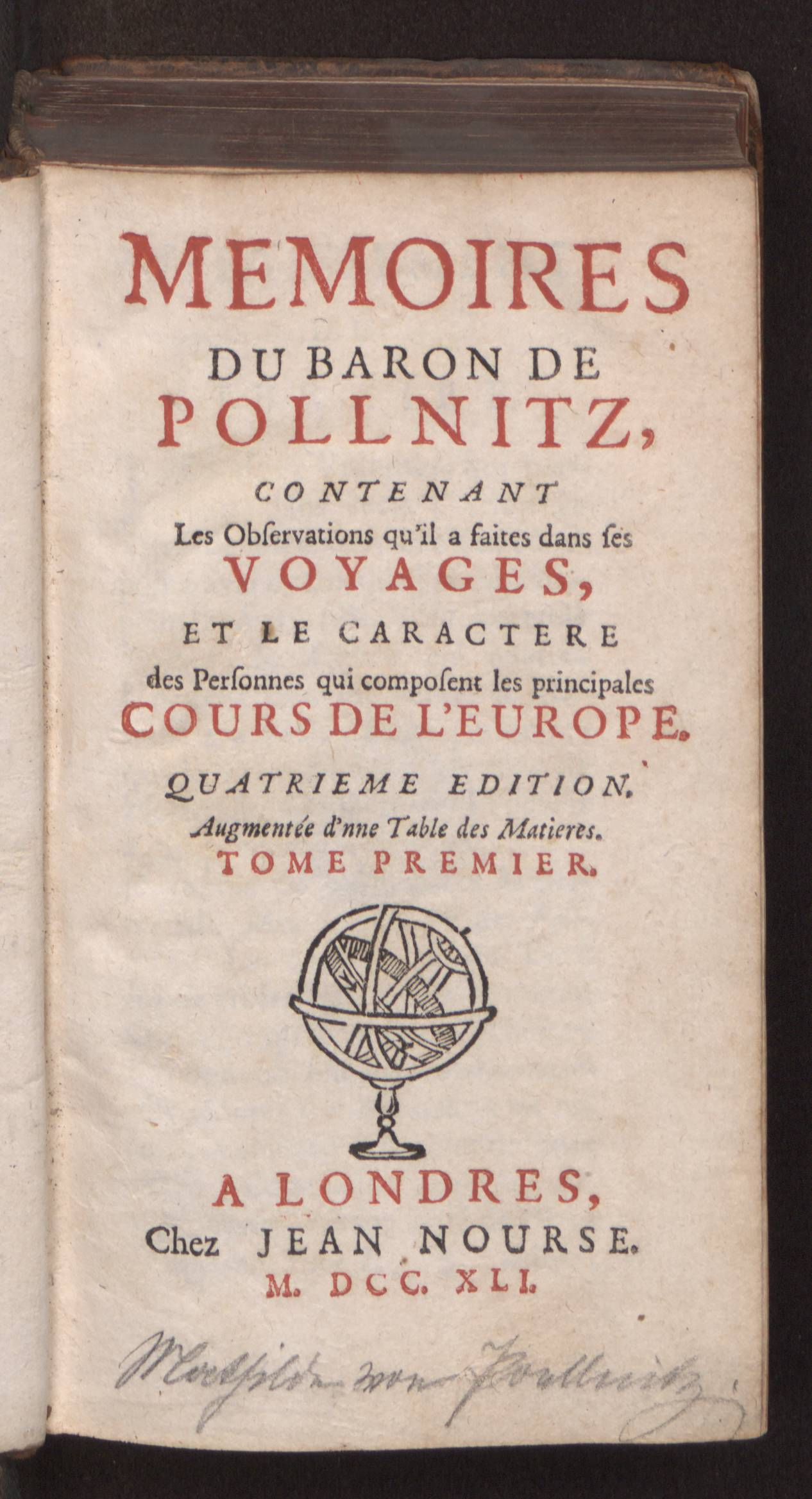
Memoires du baron de Pollnitz, 1741

Er stammte aus der thüringischen Adelsfamilie von Pölnitz und wurde in Issum bei Rheinberg, damals zu Kurköln gehörend, geboren. Die Familie kam mit seinem Großvater Gerhard Bernhard von Pölnitz – der mit einer Tochter von Moritz von Oranien und engen Freundin der ersten Frau des Großen Kurfürsten verheiratet war – nach Brandenburg-Preußen. Dieser wurde dort 1670 in den erblichen Freiherrenstand erhoben.
Seine Eltern waren Wilhelm Ludwig Freiherr von Pöllnitz († 1693) und dessen Ehefrau Freiin Louise Catharina zu Eulenburg (1663–1711). Sein Vater war brandenburgischer Oberst und starb bereits ein Jahr nach der Geburt seines Sohnes. Seine Mutter heiratete als Witwe den Minister Franz von Meinders (1630–1695) und als dieser starb den Hofmarschall Christian Ludwig von der Wense. Sein Bruder Friedrich Moritz wurde königlich großbritannischer und kurbraunschweigisch-lüneburgischer Generalmajor.

## Leben
Pöllnitz verbrachte einen Großteil seiner Jugend (bis 1710) in Berlin, wo er als Spielgefährte des späteren preußischen Königs Friedrich Wilhelm aufwuchs. Mit seinem Bruder erbte er 1700 die Güter Buch, Karow und Birkholz, als ihre Großmutter Eleonore Freifrau von Pölnitz verstarb, die ihre eigenen Kinder überlebt hatte. Da sein Vater ihm nicht viel hinterließ, wählte auch er zunächst den Militärdienst und kämpfte in Flandern.
Nach Angaben seiner nicht sehr verlässlichen Memoiren (die aber nur bis 1723 gehen) ist er danach weit gereist, an die kleineren Höfe Deutschlands, aber auch bis Madrid (wo er angeblich Oberst war), London, Warschau, Rom und Sizilien. Er ging auch an den Hof von Hannover, verlor dort sein gesamtes Geld am Spieltisch und zog mit Empfehlung der Kurfürstin Sophie 1713 weiter nach Paris, wo er von Liselotte von der Pfalz, der Herzoginwitwe von Orléans, bei Hofe eingeführt wurde. Der Frieden von Utrecht machte aber militärischen Karriereplänen ein Ende. Er reiste weiter durch Preußen, Polen und Sachsen, wo er, wie später noch häufiger, wegen Spielschulden einsaß, und versuchte in arger Geldnot 1716 wieder sein Glück in Paris. Er wollte eine reiche Witwe heiraten, die aber vorher starb, lieh sich Geld von der Herzogin von Orleans und trat, um seine Karriereaussichten zu fördern, 1717 zum katholischen Glauben über. Später scheint er aber noch mehrfach die Konfession gewechselt zu haben. Als dies aber dem preußischen Kronprinzen Friedrich Wilhelm, seinem alten Freund aus Kindheitstagen, zu Ohren kam, zog er sein Angebot auf eine Kammerjunkerstelle 1718 in Berlin zurück. Nach der Beteiligung an der Verschwörung von Cellamare 1718 gegen den Regenten verscherzte er es sich auch mit der Herzogin von Orleans, der Mutter des Regenten, die über ihn sagte: „Er kann wohl reden und redet auch nicht wenig“ (dieselbe Meinung hatte Pöllnitz umgekehrt von ihr). Weiter zum Reisen durch Europa gezwungen, warf er sich in Rom angeblich sogar dem Papst zu Füßen, in der Hoffnung, als Priester Karriere zu machen, fand dann aber eine bessere Einnahmequelle als Autor von unterhaltsamen Klatschgeschichten. Ab 1730 machte er seine (sehr unzuverlässigen) Memoiren in Amsterdam zu Geld (gedruckt in Lüttich 1734), die im Grunde Reiseberichte von den Städten Europas sind und damals einen ähnlichen Erfolg wie der Baedeker hatten. Es folgte 1732 ein Buch über den Hof in Hannover oder genauer über die Prinzessin von Ahlden, worin er die Königsmarckaffaire aufwärmte, gestützt auf so zweifelhafte Quellen wie die Romane Anton Ulrichs von Braunschweig-Wolfenbüttel. Das Buch war trotzdem in England ein großer Erfolg, wo man gerne mehr von den „Leichen im Keller“ von Georg I. erfuhr. Sein insgesamt größter Erfolg war La Saxe Galante von 1734 über die Liebschaften von August dem Starken. Weiterhin verfasste er Reiseberichte von modischen Badeorten (und Zentren des Glücksspiels) wie Spa und Aix (Aachen). 1737 folgte die Fortsetzung seiner Memoiren, diesmal mit der Schilderung des Berliner Hofes in der Zeit von 1688 bis 1710.
1735 kehrte er über Wien nach Berlin zurück und fand, nachdem er wieder protestantisch geworden war, Anstellung beim Soldatenkönig, spionierte aber gleichzeitig für Wien und Dresden. Er wurde Mitglied des Tabakskollegiums und Kammerherr. In dieser Position übernahm ihn auch Friedrich II., der ihn als amüsante Plaudertasche schätzte. Als Kronprinz hatte seine Meinung über Pöllnitz noch knapp gelautet: „Divertissant beim Essen, hernach einsperren“. Friedrich erhöhte seine unter dem Soldatenkönig kargen Einkünfte von 250 Talern jährlich um das Sechsfache, zahlte seine 6000 Taler Schulden zurück und ernannte ihn 1740 zum Oberzeremonienmeister. Anno 1741 reiste Pöllnitz dem jungen König im Ersten Schlesischen Krieg ins Soldatenquartier nach und eilte ihm im August 1742 zum Kuraufenthalt in Aachen voraus. Im Mai 1746 weilte er mit dem König zum Kuraufenthalt in Bad Pyrmont. Im Kreis von Friedrich dem Großen war er oft das Objekt derber Scherze, sodass er 1744 vorübergehend seinen Abschied nahm. Als Pöllnitz 1775 verarmt starb, wurde er, wie Friedrich an Voltaire schrieb, von niemandem betrauert als von seinen Gläubigern.

## Werke
- Histoire secrète de la duchesse de Hanovre, London 1732 (anonym), deutsch und holländisch 1734, 1735 Geheime Geschichte der Herzogin von Hannovre (etwa 80 S.), stark erweitert durch Einschübe, die mit der Sache nichts zu tun haben, in Berlin 1825 als Fredegunde oder Denkwürdigkeiten zur geheimen Geschichte des hannoverschen Hofes.
- Amusements des eaux de Spa, à ceux qui vont boire ces eaux minérales sur les lieux, Amsterdam 1734, anonym (auch deutsch 1735)
- La Saxe galante, Amsterdam 1734 (416 S.), anonym, dt. „Das galante Sachsen“, Frankfurt 1735, 1739, neu aufgelegt: München, dtv 1995, ISBN 3-423-02362-7.
  - weitere Ausgabe: Das galante Sachsen. Nach der Ausgabe von 1735. Harenberg, Dortmund (= Die bibliophilen Taschenbücher. Band 122).
  - weitere deutsche Ausgabe unter dem Titel: Liebschaften König Augusts von Polen, Berlin 1784. Hrsg. „S...z“
- État abrégé de la cour de Saxe sous la regne d’August III., Frankfurt 1734, deutsch Breslau 1736
- Mémoires contenants les observations qu’il a faites dans ses voyages et le caractère des personnages qui composent les principales cours de l'Europe. 3 Bände. Liège (Lüttich) 1734; 4 Bände: London 1735 (englische Ausgabe 1738/9)
- Nachrichten des Baron Carl Ludwig von Pöllnitz; Enthaltend, was derselbe auf seinen Reisen besonders angemerkt, nicht weniger die Eigenschaften, dererjeniger Personen, woraus die vornehmste Höfe in Europa bestehen. Aus dem Französischen neu verbessert und um ein ansehnliches vermehrten zweiten Edition ins Deutsche übersetzt. Erster bis vierter Teil, Frankfurt am Main, 1735
- Amusemens des eaux d’Aix la Chapelle, 3 Bände, Amsterdam 1736
  - deutsche Ausgabe: Amusemens des eaux d’Aix la Chapelle, Oder Zeit-Vertreib bey den Wassern zu Achen, aus dem französischen übersetzt von Peter Mortier, Berlin 1737. 1280 S.
- Nouveaux mémoires du Baron Pöllnitz contenant l’histoire de sa vie et la relations de ses premiers voyages, 2 Bde., Amsterdam 1737 und Frankfurt 1738.
- Lettres saxonnes, 2 Bde. Berlin 1738 (oder „Chapuy“ ?)
- Lettres et mémoires, 2 Bde. 1740
- Mémoires pour servir a l’histoire de quatre dernier souverains de la maison de Brandenbourg, Berlin 1791 (F. Brunn als Herausgeber aus dem Nachlass, auch als deutsche Ausgabe im selben Jahr; der vierte Monarch, Friedrich II., wird nicht behandelt, ein Entwurf der ersten Regierungsjahre ist aber ebenfalls im Nachlass, französische und im selben Jahr deutsche Ausgabe)